# Cyclodium seemannii
Cyclodium seemannii là một loài thực vật có mạch trong họ Dryopteridaceae. Loài này được (Hook.) A.R. Sm. miêu tả khoa học đầu tiên năm 1986.